# Шеваров, Дмитрий Геннадьевич
Дмитрий Геннадьевич Шева́ров (род. 4 июня 1962, Барнаул) — российский журналист, эссеист, прозаик, литературный критик, член Союза писателей Москвы.

## Биография
Начальную школу окончил в Вологде, среднюю — в Свердловске. В 1979 году поступил на факультет журналистики Уральского государственного университета им. Горького. В 1983 году за публикации в газете «Вечерний Свердловск» был отмечен премией областного отделения Союза журналистов и принят в Союз журналистов СССР. После окончания университета в 1984 году служил в Советской Армии (спецчасти ВВ МВД СССР, командир взвода, замкомроты). Работал в «Вологодском комсомольце», «Комсомольской правде» (вёл страницу "Митина любовь"), издательском доме «Первое сентября» (вёл страницу "Домашний архив"), с рассказами и очерками публиковался в журналах «Новый мир», «Урал», «Смена», «Дружба народов», «Знамя», «Russian Studies in Literature»,"La Langue française".
Лауреат премии Союза журналистов «Золотое перо России» (2000), стипендиат премии имени Аполлона Григорьева (2000), стипендиат Академии российской словесности (2002), лауреат премии Москвы в области журналистики (2005), финалист литературной премии «Ясная Поляна» (2010), лауреат Горьковской литературной премии (2012), лауреат Всероссийской историко-литературной премии «Александр Невский» (2015), лауреат Премии Правительства Российской Федерации 2016 года в области средств массовой информации, лауреат Национальной премии «Лучшие книги и издательства года — 2017», лауреат Всероссийской литературной премии имени Павла Бажова в номинации «Публицистика» (2019), лауреат поэтической премии «Anthologia» (2020), лауреат премии «Ясная Поляна» в номинации «Событие» (2021).
В 2013 году награжден медалью Русской Православной Церкви Преподобного Сергия Радонежского.
Опубликовал книги прозы «Жители травы» (2000), «За живой водой» (2001), «Освещённые солнцем» (2004), «Добрые лица» (2010), «Двенадцать поэтов 1812 года» (два издания: ЖЗЛ, 2014, и "Дом детской книги", 2022), «Вологодская тетрадь» (2016), «Ушли на рассвете» (2020), "Прощай до свидания..." (2021); "Воздушная тревога" (2022), "До свидания, мальчики" (2022), "Три чудесных детства" (2023); антологии «Хорошо дома» (2010), «Год с русскими поэтами» (2011), «Тихая пристань. Дневник русской поэзии» (2013), «Золотая ночь» (2013); сборник рассказов для детей «Огонёк в золотой шапочке» (2013).
Книга «Добрые лица» включает в себя воспоминания, рассказы и очерки  почти о ста деятелях отечественной культуры.
Обозреватель «Российской газеты», ведущий рубрики «Календарь поэзии» (с 2010 года) в еженедельнике «РГ-Неделя».